# Ennemi
Pour les articles homonymes, voir Ennemi (homonymie).

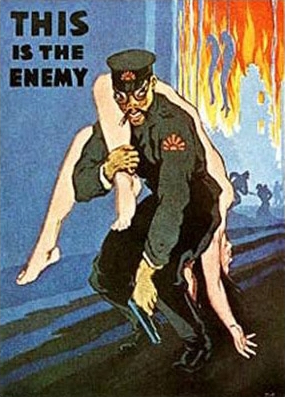
Représentation de propagande en temps de guerre d'un ennemi.

Un ennemi est un individu ou un groupe d'individus qui est considéré comme agressif ou menaçant. On a observé que le concept d'ennemi était « fondamental pour les individus et les communautés ». Le terme « ennemi » sert la fonction sociale en désignant une entité particulière comme une menace, invoquant ainsi une réponse émotionnelle intense à cette entité. L'état d'être ou d'avoir un ennemi est l'inimitié, l'hostilité ou l'adversité.

## Termes
Le terme ennemi vient du latin inimicus. pour « mauvais ami ». « Ennemi » est un mot fort, « les émotions associées à l'ennemi comprennent la colère, la haine, la frustration, l'envie, la jalousie, la peur, la méfiance et peut-être le respect à contrecœur ». En tant que concept politique, un ennemi est susceptible de rencontrer la haine, la violence, la bataille et la guerre. Le contraire d'un ennemi est un ami ou un allié. Parce que le terme « ennemi » est un peu belliqueux et militariste à utiliser dans une société polie, les substituts informels sont plus souvent utilisés. Souvent les termes substitués deviennent péjoratifs dans le contexte où ils sont utilisés. Dans tous les cas, la désignation d'un «ennemi» existe uniquement pour désigner le statut d'un groupe particulier de personnes comme une menace, et pour propager cette désignation dans le contexte local. Les termes substitués pour un ennemi vont souvent plus loin pour identifier de manière significative un groupe connu en tant qu'ennemi et pour encadrer péjorativement cette identification. Un gouvernement peut chercher à représenter une personne ou un groupe comme une menace pour le bien public en désignant cette personne ou ce groupe comme étant un ennemi public.

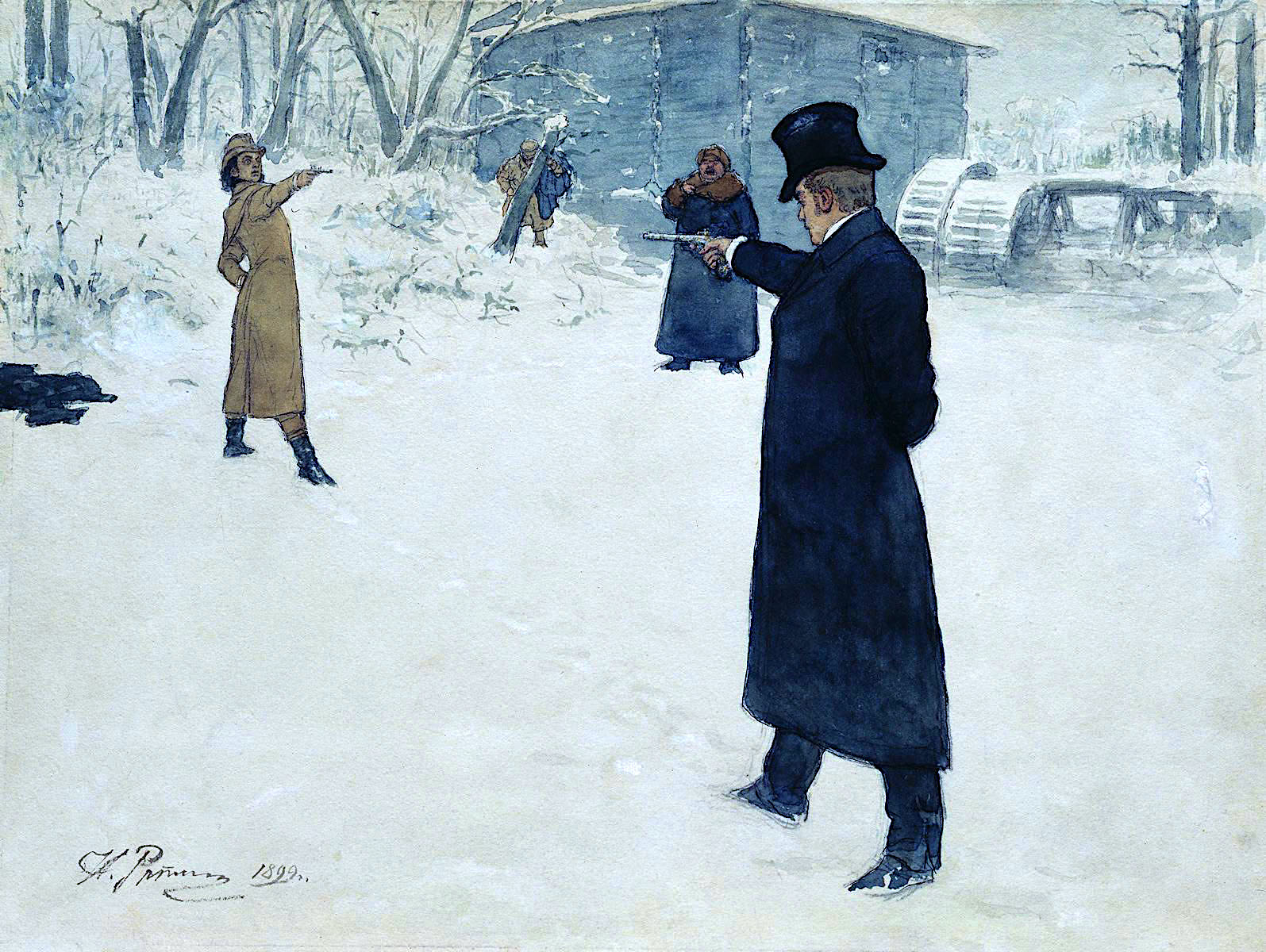
Duel entre deux ennemis, Ilia Répine (1899).

La caractérisation d'un individu ou d'un groupe en tant qu'ennemi s'appelle la diabolisation. La propagation de la diabolisation est un aspect majeur de la propagande. Un « ennemi » peut aussi être conceptuel; utilisé pour décrire des phénomènes impersonnels telle maladie, et une foule d'autres choses. En théologie, « l'Ennemi » est généralement réservé pour représenter une divinité maléfique, le diable ou le démon. Par exemple, « dans les premières légendes iroquoises, le Soleil et la Lune, en tant que dieu et déesse du Jour et de la Nuit, avaient déjà acquis les caractères de grand ami et ennemi de l'homme, les divinités du Bien et du Mal ». Inversement, certaines religions décrivent un Dieu monothéiste comme un ennemi; par exemple, dans 1 Samuel 28:16, l'esprit de Samuel dit à un Saul désobéissant : « Et pourquoi m’interroges-tu, alors que le Seigneur s’est écarté de toi et qu’il est devenu ton adversaire ? »
L'« ennemi », en tant qu'objet de la colère ou de la répulsion sociale, a toujours été utilisé comme outil de propagande prototypique pour concentrer la peur et l'anxiété dans une société vers une cible particulière. La cible est souvent générale, comme avec un groupe ethnique ou une race de personnes, ou elle peut aussi être une cible conceptuelle, comme avec une idéologie qui caractérise un groupe particulier. Dans certains cas, le concept de l'ennemi s'est transformé; considérant que les revendications raciales et ethniques à l'appui d'un appel à la guerre peuvent, par la suite, avoir évolué vers des revendications idéologiques et conceptuelles.
Pendant la guerre froide, les termes « communistes » ou « rouges » étaient considérés par beaucoup dans la société américaine comme signifiant « l'ennemi » et le sens des deux termes pouvait être extrêmement péjoratif, selon le contexte politique, l'humeur ou l'état de peur et d'agitation dans la société à l'époque.
Généralement, le contrepoint à un ennemi est un ami ou un allié, bien que le terme ennami (frenemy) ait été inventé pour capturer le sens d'une relation dans laquelle les parties sont alliées à certaines fins et en désaccord à d'autres fins.

## Ennemi et science sociale

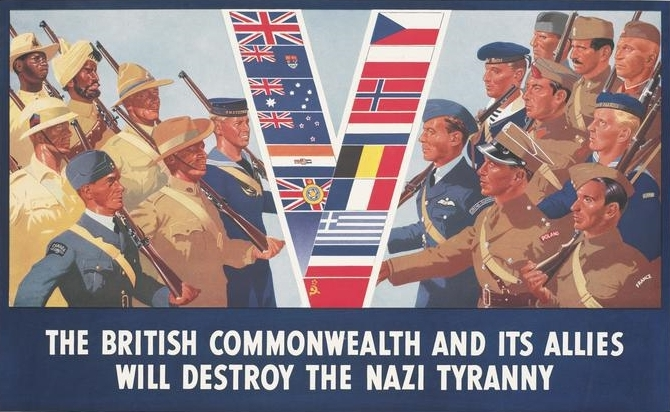
Unité de divers pays contre un ennemi commun.

L'existence ou l'existence perçue d'un ennemi collectif tend à accroître la cohésion du groupe. Cependant, l'identification et le traitement d'autres entités comme ennemis peuvent être irrationnels et le signe d'un dysfonctionnement psychologique. Par exemple, la polarisation de groupe peut se transformer en pensée de groupe, ce qui peut amener les membres du groupe «in» à percevoir des non-membres ou d'autres groupes comme des ennemis même lorsque les autres ne présentent ni antagonisme ni menace réelle. La schizophrénie paranoïde est caractérisée par la croyance irrationnelle que d'autres personnes, allant des membres de la famille et des connaissances personnelles aux célébrités vues à la télévision, sont des ennemis personnels qui complotent contre la victime,. Les approches irrationnelles peuvent s'étendre au traitement des phénomènes impersonnels non pas simplement en tant qu'ennemis conceptuels, mais en tant qu'acteurs sensibles apportant volontairement des conflits à la victime.
Le concept de l'ennemi est couvert dans le champ des études sur la paix et les conflits dans de nombreuses grandes universités. Dans les études sur la paix, les ennemis sont les entités qui sont perçues comme frustrantes ou empêchant la réalisation d'un objectif. L'ennemi peut même ne pas savoir qu'il est considéré comme tel, puisque le concept est unilatéral.
Ainsi, pour parvenir à la paix, il faut éliminer la menace. Cela peut être réalisé par :
- la destruction de l'ennemi ;
- changer sa perception d'une entité en tant qu'ennemi ;
- atteindre l'objectif, l'ennemi est frustrant.

Les conflits personnels sont fréquemment non-examinés (les objectifs de chacun ne sont pas bien définis) ou examinés d'un seul point de vue. Cela signifie qu'il est souvent possible de résoudre un conflit (pour éliminer la cause du conflit) en redéfinissant des objectifs de telle manière que la frustration (et non la personne) soit éliminée, évidente, négociée ou décidée.
Dans le cadre du modèle structural, l'ennemi est une incarnation du « Ça ». L'individu, tiraillé entre la rigidité de son sur-moi et sa conscience (le moi), n'a d'autres issues que de donner à manger à son Ça.

## Dans la littérature
Dans la littérature, les histoires sont souvent développées en présentant un personnage principal, le protagoniste, surmontant les obstacles présentés par un antagoniste qui est dépeint comme un ennemi personnel du protagoniste. Les récits de fiction en série présentent souvent un héros en lutte contre un arch-ennemi ont les capacités correspondent ou dépassent celles du héros, établissant ainsi une tension autour de la capacité du héros à vaincre cet ennemi. L'ennemi peut être présenté comme un personnage maléfique qui prévoit de nuire à des innocents, de sorte que le lecteur se rangera du côté du protagoniste dans le besoin de combattre l'ennemi.

## Traitement

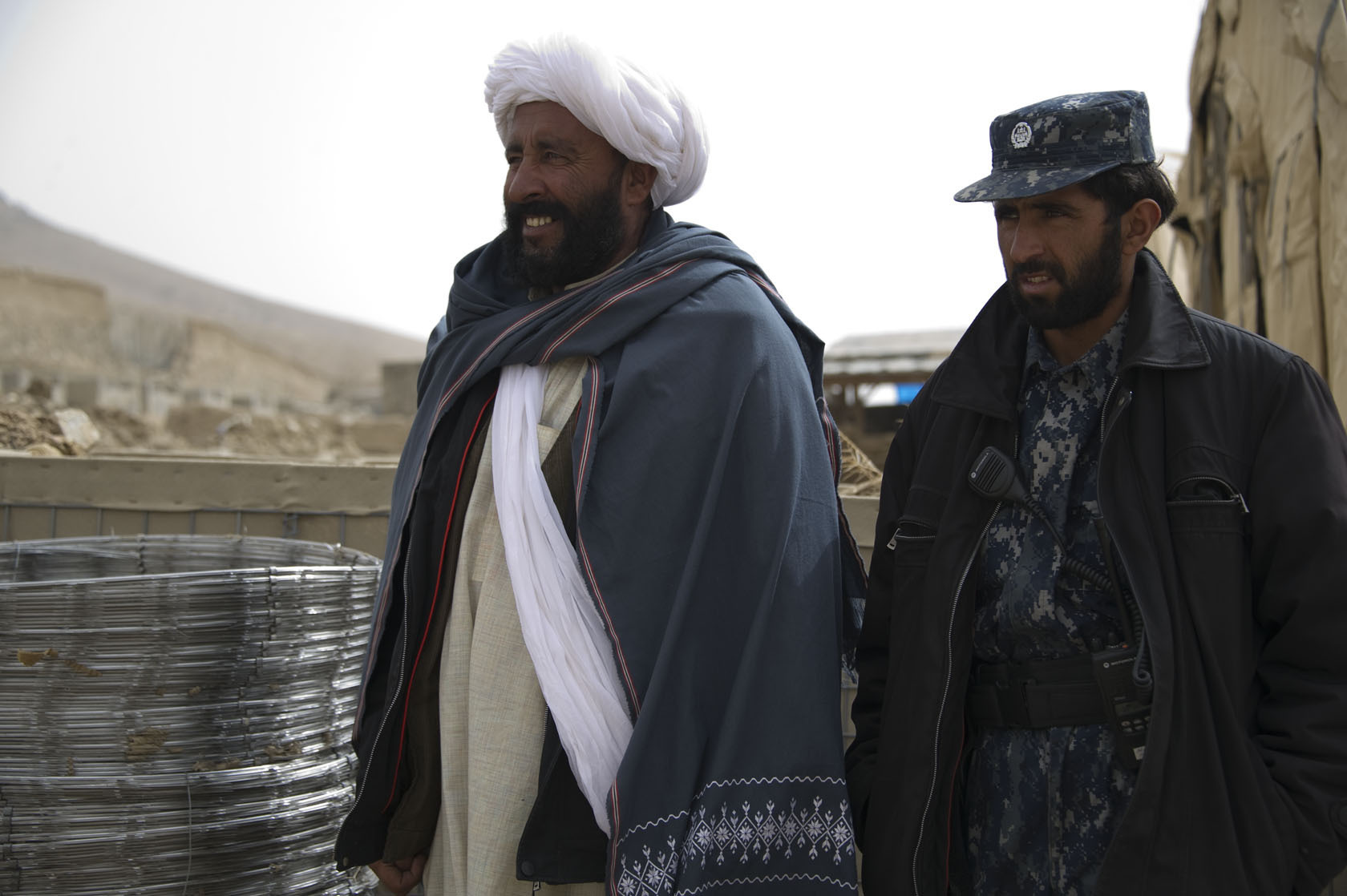
Ancien rebelle ennemi (à gauche) pardonné par un commandant de police (à droite).

Divers régimes juridiques et théologiques existent régissant le traitement des ennemis. Beaucoup de religions ont des préceptes favorisant le pardon et la réconciliation avec les ennemis. La Jewish Encyclopedia stipule que « la haine de l'ennemi est une impulsion naturelle des peuples primitifs », alors que « la volonté de pardonner à un ennemi est une marque de développement moral avancé ». Il soutient que l'enseignement de la Bible, du Talmud et d'autres écrits « éduque graduellement les gens vers la dernière étape », déclarant que « les indications dans la Bible d'un esprit de haine et de vengeance envers l'ennemi [...] sont pour la plupart des expressions purement nationalistes - la haine de l'ennemi national est tout à fait compatible avec un esprit par ailleurs bienveillant ».

### Doctrines religieuses
Pratiquement toutes les grandes religions ont «des idéaux similaires d'amour, le même objectif de faire du bien à l'humanité par la pratique spirituelle, et pour le même effet de faire de leurs disciples de meilleurs êtres humains». Il est donc largement exprimé dans les religions du monde que les ennemis doivent être traités avec amour, gentillesse, compassion et pardon.
Le livre de l'Exode dit : « Quand tu rencontreras, égaré, le bœuf ou l’âne de ton ennemi, tu devras le lui ramener. Si tu vois l’âne de celui qui te déteste crouler sous la charge, tu ne le laisseras pas à l’abandon mais tu lui viendras en aide » (Exode 23 :4-5) Le Livre des Proverbes dit de la même manière : « Si ton ennemi tombe, ne te réjouis pas ; s’il s’effondre, ne jubile pas » (Proverbes 24:17), et : « Si ton ennemi a faim, donne-lui du pain à manger ; s’il a soif, donne-lui de l’eau à boire ;
ce sont des braises que tu places sur sa tête, et le Seigneur te le rendra » (Proverbes 25:21-22). La Jewish Encyclopedia soutient que l'opinion que l'Ancien Testament commandait la haine de l'ennemi découle d'une incompréhension du Sermon sur la Montagne, où Jésus a dit : « Vous avez appris qu'il a été dit : Tu aimeras ton prochain et tu détesteras ton ennemi. Mais moi je vous dis : Aimez vos ennemis, et priez pour ceux qui vous persécutent » (Matthieu 5-7 Segond 21 (SG21)).
La Jewish Encyclopedia cite aussi des passages du Talmud qui disent : « Si un homme trouve à la fois un ami et un ennemi qui a besoin d'aide, il devrait d'abord aider son ennemi afin de maîtriser son mauvais penchant », et « Qui est fort ? Celui qui convertit un ennemi en ami ».
Le concept d'Ahimsa trouvé dans l'hindouisme, le jaïnisme et le bouddhisme capte également ce sentiment, exigeant la bonté et la non-violence envers tous les êtres vivants parce qu'ils sont tous liés. Le leader indien Mohandas Karamchand Gandhi croyait fermement en ce principe, déclarant que « [pour] celui qui suit cette doctrine il n'y a pas de place pour un ennemi ».

### Droit romain
Du point de vue du droit romain, la guerre rendait res nullius les ennemis et tout ce qui leur appartenait, c'est-à-dire sans maître et donc appropriable par tout un chacun. Elle livrait réciproquement les adversaires, corps et biens, les uns à la merci des autres ; vis-à-vis de l'ennemi on était sans droit. Ce principe rigoureux les Romains l'appliquaient contre eux aussi bien qu'en leur faveur. Tout ce qu'ils prenaient sur l'ennemi était la propriété du premier occupant ; mais aussi ce qui était enlevé aux Romains par leurs ennemis appartenait à ces derniers. Par une conséquence ultérieure ce que les Romains avaient perdu et parvenaient à reprendre ensuite était pareillement acquis comme tout autre butin à l'auteur de l'occupation et ne retournait nullement à l'ancien maître. Toutefois par dérogation à cette règle l'on admettait un droit de retour un jus postliminii (Postliminium) en faveur de l'ancien propriétaire: pour les citoyens romains faits prisonniers de guerre sans avoir les armes à la main, pour les immeubles, pour les vaisseaux de charge, pour les chevaux de service et pour les esclaves et le trésor.